# 北霍奇 (路易斯安那州)
北霍奇（英語：North Hodge），是美国路易斯安那州下属的一座村镇。根据2010年美国人口普查，该市有人口388人。建置上，属于“village”。